# ヴィジョンデタ
ヴィジョンデタ (Vision d'Etat) とはフランスで生産された競走馬である。2006年アルカナセールにて3万9000ユーロで落札されている。なお馬名の原発音は日本語のカタカナ表記に当て嵌めた場合、ヴィジオンデタに近い。

## 経歴

### 2007年・2008年（2歳・3歳）
9月20日の競走馬デビュー戦を3番人気で勝利して初勝利を挙げ、次走でも勝利して2戦2勝で2歳を終えた。
休養後の3月に実戦復帰戦を迎え、イオリッツ・メンディザバルが初騎乗して勝利すると、続くスレーヌ賞（準重賞）を制してデビュー戦以来の連勝を4まで伸ばして迎えたジョッケクルブ賞（仏ダービー）では5番人気だったが、2着となったフェイマスネーム（Famous Name）にアタマ差で先着し、無敗でG1競走初勝利を挙げた。この勝利は騎手と厩舎にとってもジョッケクルブ賞初勝利となった。この後は一度休養に入り、凱旋門賞を目標と定めてそのステップレースであるニエル賞に出走し、ハナ差ながら勝利し無敗で凱旋門賞へ向かうこととなり、2008年凱旋門賞の有力馬の一頭とされるようになる。
しかし本番の凱旋門賞では無敗の3歳牝馬ザルカヴァが抜け出して勝利したのと対照的に、見せ場なく5着と惨敗した。

### 2009年（4歳）
休養を終えて4月5日のG2アルクール賞で実戦復帰したが、勝利したトリンコから3馬身差離された3着に終わった。続く4月26日のガネー賞ではルーブルトンに3/4馬身差をつけて優勝、G1競走2勝目を挙げた。次走は6月17日のプリンスオブウェールズステークスに出走。タータンベアラー、ネヴァーオンサンデーに次ぐ3番人気だったが、レースでは1番人気のタータンベアラーに半馬身差つけ勝利、G1競走3勝目を挙げた。この後は一度休養に入り、凱旋門賞を目標と定めてそのステップレースであるフォワ賞に出走したが、
スパニッシュムーンの2着に敗れた。本番の凱旋門賞では見せ場がなく10着と惨敗した。その後、香港に遠征し12月13日の香港カップに出走、勝利を収めた。

### 2010年（5歳）
休養を終えてドバイに遠征し、3月27日のドバイワールドカップに出走したが12着と大敗した。その後、8月14日のゴントービロン賞（G3）に出走し勝利を収めた。10月にはイギリスに遠征し、チャンピオンステークスではトゥワイスオーヴァーの2着に入った。香港へ遠征し12月12日に行われた香港カップでは4着に敗れ、連覇はならなかった。このレースを最後に現役を引退して種牡馬入りし、2018年3月25日に心臓発作で死亡した。

### 競走成績
| 出走日     | 競馬場           | 競走名                  | 格   | 距離    | 着順 | 騎手             | 着差      | 1着（2着）馬         |
| ---------- | ---------------- | ----------------------- | ---- | ------- | ---- | ---------------- | --------- | -------------------- |
| 2007.09.20 | サブレドロンヌ   | ポンピエ賞              |      | 芝1950m | 1着  | G.アヴランシュ   | 2馬身     | （Pres des Etoiles） |
| 0000.11.20 | フォンテンブロー | マルモンターニュ賞      |      | 芝1800m | 1着  | S.パスキエ       | 1 1/2馬身 | （Ticoz）            |
| 2008.03.20 | サンクルー       | アルカンタラ賞          |      | 芝2000m | 1着  | I.メンディザバル | 1 1/2馬身 | （Until Sunrise）    |
| 0000.04.24 | シャンティ       | スレーヌ賞              | 準重 | 芝2000m | 1着  | I.メンディザバル | 1/2馬身   | （Indian Daffodil）  |
| 0000.06.01 | シャンティ       | ジョッケクルブ賞        | G1   | 芝2100m | 1着  | I.メンディザバル | アタマ    | （Famous Name）      |
| 0000.09.14 | ロンシャン       | ニエル賞                | G2   | 芝2400m | 1着  | I.メンディザバル | ハナ      | （Ideal World）      |
| 0000.10.05 | ロンシャン       | 凱旋門賞                | G1   | 芝2400m | 5着  | I.メンディザバル | 3 1/2馬身 | Zarkava              |
| 2009.04.05 | ロンシャン       | アルクール賞            | G2   | 芝2000m | 3着  | I.メンディザバル | 3馬身     | Trincot              |
| 0000.04.26 | ロンシャン       | ガネー賞                | G1   | 芝2100m | 1着  | I.メンディザバル | 3/4馬身   | （Loup Breton）      |
| 0000.06.17 | アスコット       | プリンスオブウェールズS | G1   | 芝10f   | 1着  | O.ペリエ         | 1/2馬身   | （Tartan Bearer）    |
| 0000.09.13 | ロンシャン       | フォワ賞                | G2   | 芝2400m | 2着  | O.ペリエ         | 3/4馬身   | Spanish Moon         |
| 0000.10.04 | ロンシャン       | 凱旋門賞                | G1   | 芝2400m | 10着 | O.ペリエ         | 7馬身     | Sea The Stars        |
| 0000.12.13 | 沙田             | 香港C                   | G1   | 芝2000m | 1着  | O.ペリエ         | 3/4馬身   | （Collection）       |
| 2010.03.27 | メイダン         | ドバイワールドC         | G1   | AW2000m | 12着 | O.ペリエ         | 7馬身     | Gloria de Campeao    |
| 0000.08.14 | ドーヴィル       | ゴントービロン賞        | G3   | 芝2000m | 1着  | O.ペリエ         | 1馬身     | （Budai）            |
| 0000.10.16 | ニューマーケット | チャンピオンS           | G1   | 芝10f   | 2着  | O.ペリエ         | 1 3/4馬身 | Twice Over           |
| 0000.12.12 | 沙田             | 香港C                   | G1   | 芝2000m | 4着  | O.ペリエ         | 1 3/4馬身 | Snow Fairy           |

## 血統表
| ヴィジョンデタの血統フォルティノ系／Northern Dancer 4×5=9.38%（父内） | ヴィジョンデタの血統フォルティノ系／Northern Dancer 4×5=9.38%（父内） | ヴィジョンデタの血統フォルティノ系／Northern Dancer 4×5=9.38%（父内） | （血統表の出典）    | （血統表の出典） |
| 父 Chichicastenango 1998 芦毛                                         | 父の父Smadoun 1990 芦毛                                               | Kaldoun                                                               | Caro                | Caro             |
| 父 Chichicastenango 1998 芦毛                                         | 父の父Smadoun 1990 芦毛                                               | Kaldoun                                                               | Katana              |                  |
| 父 Chichicastenango 1998 芦毛                                         | 父の父Smadoun 1990 芦毛                                               | Mossma                                                                | Tip Moss            | Tip Moss         |
| 父 Chichicastenango 1998 芦毛                                         | 父の父Smadoun 1990 芦毛                                               | Mossma                                                                | Ticma               |                  |
| 父 Chichicastenango 1998 芦毛                                         | 父の母*スマラ Smala 1993 栗毛                                         | Antheus                                                               | Northern Dancer     | Northern Dancer  |
| 父 Chichicastenango 1998 芦毛                                         | 父の母*スマラ Smala 1993 栗毛                                         | Antheus                                                               | Apachee             |                  |
| 父 Chichicastenango 1998 芦毛                                         | 父の母*スマラ Smala 1993 栗毛                                         | Small Partie                                                          | Fabulous Dancer     | Fabulous Dancer  |
| 父 Chichicastenango 1998 芦毛                                         | 父の母*スマラ Smala 1993 栗毛                                         | Small Partie                                                          | Summer Parties      |                  |
| 母 Uberaba 1986 黒鹿毛                                                | 母の父Garde Royale 1980 青鹿毛                                        | Mill Reef                                                             | Never Bend          | Never Bend       |
| 母 Uberaba 1986 黒鹿毛                                                | 母の父Garde Royale 1980 青鹿毛                                        | Mill Reef                                                             | Milan Mill          |                  |
| 母 Uberaba 1986 黒鹿毛                                                | 母の父Garde Royale 1980 青鹿毛                                        | Royal Way                                                             | Sicambre            | Sicambre         |
| 母 Uberaba 1986 黒鹿毛                                                | 母の父Garde Royale 1980 青鹿毛                                        | Royal Way                                                             | Right Away          |                  |
| 母 Uberaba 1986 黒鹿毛                                                | 母の母Ile d'Amour 1974 鹿毛                                           | Montevideo                                                            | Honeyway            | Honeyway         |
| 母 Uberaba 1986 黒鹿毛                                                | 母の母Ile d'Amour 1974 鹿毛                                           | Montevideo                                                            | Fair Nicolle        |                  |
| 母 Uberaba 1986 黒鹿毛                                                | 母の母Ile d'Amour 1974 鹿毛                                           | Old England                                                           | Wild Risk           | Wild Risk        |
| 母 Uberaba 1986 黒鹿毛                                                | 母の母Ile d'Amour 1974 鹿毛                                           | Old England                                                           | Lady Berry F-No.1-l |                  |